# Tadarida fulminans
Tadarida fulminans е вид прилеп от семейство Булдогови прилепи (Molossidae). Видът не е застрашен от изчезване.

## Разпространение и местообитание
Разпространен е в Демократична република Конго, Замбия, Зимбабве, Кения, Мадагаскар, Малави, Руанда, Танзания и Южна Африка.
Обитава гористи местности, национални паркове, пещери, савани, крайбрежия и плажове.

## Описание
Теглото им е около 33,9 g.
Популацията на вида е стабилна.